# منطقة سامبالبور
سامبالبور رمزها «SA» (بالإنجليزية: Sambalpur)‏ ، هو تقسيم إداري لدولة الهند تتبع ولاية أوريسا (بالإنجليزية: Orissa)‏ ، مركزها هو مدينة سامبالبور (بالإنجليزية: Sambalpur)‏ عدد سكانها حسب تعداد سنة 2001 هو 928,889 ، مساحتها 6,702 كم² وكثافة السكان 139 لكل كم² .